# Fresnoy-le-Luat
Fresnoy-le-Luat és un municipi francès, situat al departament de l'Oise i a la regió dels Alts de França. L'any 2007 tenia 475 habitants.

## Demografia

### Població
El 2007 la població de fet de Fresnoy-le-Luat era de 475 persones. Hi havia 164 famílies de les quals 28 eren unipersonals (12 homes vivint sols i 16 dones vivint soles), 52 parelles sense fills, 72 parelles amb fills i 12 famílies monoparentals amb fills.
La població ha evolucionat segons el següent gràfic:
Habitants censats

### Habitatges
El 2007 hi havia 186 habitatges, 166 eren l'habitatge principal de la família, 13 eren segones residències i 7 estaven desocupats. 183 eren cases i 3 eren apartaments. Dels 166 habitatges principals, 143 estaven ocupats pels seus propietaris, 20 estaven llogats i ocupats pels llogaters i 3 estaven cedits a títol gratuït; 1 tenia una cambra, 5 en tenien dues, 21 en tenien tres, 31 en tenien quatre i 108 en tenien cinc o més. 133 habitatges disposaven pel capbaix d'una plaça de pàrquing. A 65 habitatges hi havia un automòbil i a 94 n'hi havia dos o més.

### Piràmide de població
La piràmide de població per edats i sexe el 2009 era:
| Homes | Edats   | Dones |
| ----- | ------- | ----- |
| 0     | 95 o +  | 4     |
| 0     | 90 a 94 | 0     |
| 0     | 85 a 89 | 0     |
| 4     | 80 a 84 | 8     |
| 0     | 75 a 79 | 8     |
| 4     | 70 a 74 | 4     |
| 4     | 65 a 69 | 12    |
| 4     | 60 a 64 | 0     |
| 12    | 55 a 59 | 12    |
| 28    | 50 a 54 | 8     |
| 28    | 45 a 49 | 24    |
| 12    | 40 a 44 | 8     |
| 20    | 35 a 39 | 28    |
| 12    | 30 a 34 | 12    |
| 8     | 25 a 29 | 8     |
| 12    | 20 a 24 | 12    |
| 4     | 15 a 19 | 8     |
| 20    | 10 a 14 | 28    |
| 16    | 5 a 9   | 16    |
| 8     | 0 a 4   | 28    |

## Economia
El 2007 la població en edat de treballar era de 296 persones, 233 eren actives i 63 eren inactives. De les 233 persones actives 212 estaven ocupades (126 homes i 86 dones) i 21 estaven aturades (6 homes i 15 dones). De les 63 persones inactives 15 estaven jubilades, 20 estaven estudiant i 28 estaven classificades com a «altres inactius».

### Ingressos
El 2009 a Fresnoy-le-Luat hi havia 167 unitats fiscals que integraven 487 persones, la mediana anual d'ingressos fiscals per persona era de 26.725 €.

### Activitats econòmiques
Dels 12 establiments que hi havia el 2007, 1 era d'una empresa de construcció, 4 d'empreses de comerç i reparació d'automòbils, 2 d'empreses de transport, 1 d'una empresa d'hostatgeria i restauració, 3 d'empreses de serveis i 1 d'una empresa classificada com a «altres activitats de serveis».
Dels 4 establiments de servei als particulars que hi havia el 2009, 1 era un taller de reparació d'automòbils i de material agrícola, 1 lampisteria, 1 restaurant i 1 saló de bellesa.
L'any 2000 a Fresnoy-le-Luat hi havia 6 explotacions agrícoles que ocupaven un total de 900 hectàrees.

## Equipaments sanitaris i escolars
El 2009 hi havia una escola maternal integrada dins d'un grup escolar amb les comunes properes formant una escola dispersa.

## Poblacions més properes
El següent diagrama mostra les poblacions més properes.